# Пологи (Сумская область)
Пологи (укр. Пологи) — село в Чернетчинской сельской общине Ахтырского района Сумской области Украины.
Население по переписи 2021   составляет  894 человек.

## Географическое положение
Село Пологи находится на берегу реки Гусинка,
ниже по течению на расстоянии в 1 км расположены село Залесное и город Ахтырка.
Село состоит из нескольких частей, разнесённых на расстояние до 1 км, село вытянуто вдоль реки на 9 км.
Рядом проходят автомобильная дорога Т-1705 и железнодорожная ветка, станция Платформа 9 км.

## История
- К югу от села обнаружен курганный могильник.
- Село возникло в середине XIX века.

## Объекты социальной сферы
- Детский сад.
- Школа І-ІІ ст..
- Дом культуры.